# Кръговрат на водата
Кръговратът на водата, наричан също хидроложки цикъл, е биогеохимичен цикъл, описващ постоянното движение на вода върху, над и под повърхността на Земята.
Водната маса на планетата, образуваща хидросферата, остава приблизително постоянна във времето, но нейното разпределение между главните резервоари от лед, прясна, солена и атмосферна вода се изменя в зависимост от широк кръг климатични фактори. Водата се придвижва от един главен резервоар в друг, например от река в океан или от океан в атмосферата, чрез физичните процеси на изпарение, транспирация, кондензация, валеж, инфилтрация, повърхностно оттичане и подземен поток. При тези процеси тя преминава през различни форми – течност, твърдо вещество и пара. Ключова роля в цикъла играе океанът, който е източник на 86% от общото изпарение.
Движещите сили на кръговрата на водата са слънчевата енергия и земната гравитация. Слънчевата радиация обуславя снеготопенето, снегонатрупването, изпарението, а гравитацията – валежите, движението на повърхностните и подземни води. При подземната част на цикъла движещи сили са тектонските процеси, магматизъм, метаморфизъм, седиментация. Кръговратът на вода включва и обмен на енергия, чрез който влияе на температурата – когато водата се изпарява, тя отнема енергия и охлажда околната среда, а когато кондензира, отдава енергия и я нагрява.
Изпарителната фаза на цикъла пречиства водата от разтворени в нея вещества, така че след това тя се връща на земята като прясна вода. Потокът на течна вода и лед придвижва минерали между различни части на света. Кръговратът участва и в преобразуването на земната геология чрез процеси, като ерозия и седиментация. Той играе ключова роля и за поддържането на почти всички организми и екосистеми на планетата.

## Описание

### Обща характеристика
Кръговратът на водата се задвижва от енергията, излъчвана от Слънцето. Тази енергия нагрява водата в океаните и моретата и тя се изпарява като водна пара във въздуха. Известни количества лед и сняг сублимират направо във водна пара, а евапотранспирацията въвлича вода, транспирирана от растенията и изпарена от почвата. Молекулите на водата H
2O имат по-малка молекулна маса от основните съставни части на атмосферата – азота (N
2) и кислорода (O
2) – и плътността им е по-ниска. Поради тази значителна разлика в плътността плаваемостта издига влажния въздух нагоре. С нарастване на височината налягането на въздуха намалява и температурата спада. По-ниската температура кара водната пара да кондензира в малки течни водни капчици, които са по-тежки от въздуха и падат надолу, ако не бъдат спрени от издигащо се въздушно течение. Голяма концентрация на такива капчици в голям участък от атмосферата става видима под формата на облак, а ако кондензацията става близо до земната повърхност, тя се нарича мъгла.
При хидроложкия кръговрат се разграничават два подкръговрата на водата – малък или вътрешноконтинентален воден кръговрат и голям воден кръговрат. Големият воден кръговрат се осъществява изцяло над Световния океан, докато вътрешноконтиненталният се осъществява на сушевата земна повърхност. Връзката между тях се осъществява чрез преноса на въздушни маси и речния отток. В малкия воден кръговрат се изпарява вода от водните басейните на сушата (72 000 km3). Тя също кондензира и след това, заедно с пренесените водни пари, пада под формата на валеж. Част от този валеж се инфилтрира в почвата и чрез речния отток се влива в океаните и моретата.
Човекът непрекъснато се намесва в кръговрата на природата и играе важна роля за неговото образуване и съществуване. Индустриалните предприятия участват в затоплянето на въздуха и изпаряването на водата. Някои от дейностите на човека нарушават кръговрата на водата. Много често те са причината за замърсяването ѝ. Предприятията изхвърлят боклуци и вредни вещества във водните басейни. От домакинствата се изхвърлят отпадни води. Каналните води са причина за измирането на растителния и животинския свят в моретата и океаните. Изсичането на горите води до по-малко изпарения и засушаване на районите. Тогава в подпочвените води навлиза по-малко вода и това води до намаляването им. Моретата се замърсяват от изхвърлените в тях отпадни води или нефт и други опасни и вредни вещества. Част от водата от повърхността на водните басейни и почвата се изпарява непрекъснато под въздействието на слънчевите лъчи.

### Физични процеси
Водният цикъл включва тези процеси:
Валежи
Кондензирана водна пара, която пада на земната повърхност. Повечето валежи са във формата на дъжд, но също включват сняг, градушка, капки от мъгла, граупел и киша. Приблизително 505 000 km³ вода падат като валежи всяка година, 434 000 km³ (86%) от които идват от океаните. От 107 000-те km³ дъжд над сушата, снегът е само 1 000 km³.
Субдукция и минерална хидратация
Морската вода прониква в океанската литосфера през пукнатини и пори и влиза в съединения с минералите в кората и мантията, образувайки водородни минерали (напр., серпентин), които съхраняват вода в кристалните си структури. Водата се придвижва в дълбоката мантия чрез водни минерали (хидратация) в потъващи плочи (субдукция). По време на субдукцията, много от минералите запазват стабилност при различни налягания в геотермите на плочата и могат да поемат значително количество вода към вътрешността на Земята. Понеже плочите потъват и се нагряват, освободените течности могат да предизвикат сеизмичност и да предизвикат топене в подведената плоча и в горния клин на мантията[ неясно? ]. Този тип топене концентрира конкретни летливи вещества и ги мести към по-горната плоча. Ако възникне изригване, цикълът връща летливите вещества в океаните и атмосферата.
Прихващане на валежи в короните на дърветата
Валежите, които се прихващат от листата на растенията, в крайна сметка се изпаряват обратно в атмосферата, вместо да падат на земята.
Топене на сняг
Отток, произведен от топенето на сняг.
Повърхностен отток
Това включва разнообразни начини, по които водата се движи по земята. Също както повърхностния, така и каналния отток (бързей, река, извор, ручей и т.н.). Докато тече, водата може да проникне в земята, да се изпари във въздуха, да се влее в езера или резервоари или да бъде извлечена за селскостопански или други човешки цели.
Инфилтрация
Движението на вода от земната повърхност в почвата. След като се инфилтрира, водата се превръща в почвена влага или подпочвени води. Глобално проучване, използващо стабилни във вода изотопи, обаче показва, че не цялата почвена влага е еднакво налична за презареждане на подземните води или за транспирация на растенията.
Подпочвен отток
Потокът на водата под земята, във вадозната зона и водоносните хоризонти . Подпочвените води могат да се върнат на повърхността (напр. като извор или чрез изпомпване) или в крайна сметка да проникнат в океаните. Водата се връща към земната повърхност на по-ниска височина от мястото, където е проникнала, под силата на гравитацията или гравитационния натиск. Подземните води са склонни да се движат бавно и се попълват бавно, така че могат да останат във водоносни хоризонти в продължение на хиляди години.
Изпарение
Превръщането на водата от течно в газообразно състояние и изкачването на парата от повърхността на земята или водните тела към горната атмосфера. Енергията за изпаряване идва предимно от слънчевата радиация. Изпаряването често включва транспирация от растенията и затова процесът може да се нарече също „евапотранспирация“. Общата годишна евапотранспирация е около 505 000 км3, от които 434 000 км3 (86%) се изпаряват от океаните.
Сублимация
Състоянието се променя директно от твърда вода (сняг или лед) към водна пара (пропускайки течното състояние).
Депозиция (от англ. Deposition)[ неясно? ]
Когато водната пара преминава директно в лед.
Адвекция
Движението на водата през атмосферата. Без адвекция изпаренията от океаните не биха стигнали до сушата.
Кондензация
Превръщането на водната пара в течни водни капчици във въздуха, създаващи облаци и мъгла.
Транспирация
Отделянето на водна пара от растенията и почвата към околния въздух.
Перколация
Водата тече вертикално през почвата и скалите под въздействието на гравитацията.
Тектоника на плочите
Водата навлиза в мантията чрез субдукция на океанската кора. Водата се връща на повърхността чрез вулканизъм.

## Дълбок воден цикъл
Дълбокият воден цикъл (наричан още геоложки воден цикъл) е обменът на вода с мантията на Земята чрез зони на субдукция и вулканична активност и се отличава от кръговрата на водата над и на повърхността на планетата в хидрологичния цикъл.
Процесът на дълбокия обмен (или „рециклиране“) на вода включва водата, която влиза в мантията, като се пренася надолу чрез субдукция (подпъхване) на океански плочи (процес, известен като регазиране), като се балансира от водата, която се отделя в средноокеанските хребети (дегазиране). Това е централна концепция в разбирането на дългосрочния обмен на вода между вътрешността на Земята и екзосферата и придвиждането на вода, вградена във водни минерали.
Дисбалансът в дълбокия воден обмен е възможно да влияе на глобалното морско равнище.

## Промени във времето
Водният цикъл описва движението на водата в цялата хидросфера. Въпреки това, много повече вода е „на склад“ за дълги периоди от време, отколкото всъщност се движи през цикъла. Най-големите такива складове на Земята са океаните: те съхраняват към 1 338 000 000 км3 (или 97%) от общо 1 386 000 000 км3 вода. Също се смята, че океаните дават около 90% от изпарената вода, която влиза във водния цикъл.
По време на по-студените климатични периоди се образуват повече ледени шапки и ледници и това натрупване на лед намалява количествата вода в други части на водния цикъл. Обратното се случва през топлите периоди. По време на последната ледникова епоха ледниците покриват почти една трета от земната повърхност, в резултат на което океаните са били около 122 м по-ниски от днес. По време на последния по-топъл глобален период, преди около 125 000 години, моретата са били около 5,5 м по-високи, отколкото са сега. Преди около три милиона години океаните са били до 50 м по-високи.
Според съкратената версия за взимащите политически решения на Междуправителствения панел за климатични промени (МПКП) от 2007 г., голямата част от учените са обединени от разбирането, че водният цикъл ще продължи да се засилва през 21-ви век; в повечето региони валежите ще се увеличават, докато в други ще намалеят. В субтропичните райони, вече сравнително сухи места, се очаква валежите да намалеят през 21-ви век, увеличавайки вероятността от суша. Предвижда се засушаването да е най-силно в близост до граници на субтропиците, които са по-близо до полюсите (например Средиземноморския басейн, Южна Африка, Южна Австралия и Югозападните Съединени щати). Очаква се годишното количество на валежите да се увеличи в близо екваториалните региони, които са сравнително влажни при настоящия климат, а също и във високите географски ширини. Тези широкомащабни модели присъстват в почти всички симулации на климатични модели, проведени в разнообразни международни изследователски центрове като част от 4-тата оценка на МПКП. Вече има достатъчно доказателства, че повишената хидроложка променливост и изменението на климата вече оказват и ще продължат да оказват дълбоко въздействие върху водния сектор на няколко нива: чрез хидроложкия цикъл, наличността на вода за човешки нужди, нуждите от вода на населението и разпределението на водата в глобален, регионален, басейнов и местен мащаб. Изследвания, публикувани през 2012 г. в Сайънс, базирани на солеността на повърхността на океана през периода от 1950 до 2000 г., потвърждават тази прогноза за по-интензивен глобален воден цикъл, като солените зони стават все по-солени, а по-малко солените продължават да губят соленост.
Основните теоретични разбирания за термодинамиката и климатичните модели предполагат, че сухите региони ще станат по-сухи, а влажните региони ще станат по-влажни в отговор на световното затопляне. Усилията за разкриване на този дългосрочен резултат при оскъдни повърхностни наблюдения на валежите и изпарението все още не са довършени. Ние показваме, че моделите на соленост на океана изразяват разпознаваема структура на засилващ се воден цикъл. За период от 50 години, ние наблюдаваме глобални промени на солеността на повърхността, съчетани с промени от глобалните климатични модели: тези наблюдения представят солидни доказателства за интензивен глобален воден цикъл със скорост от 8 ± 5% за всеки 1C градус затопляне на повърхността. Тази скорост е два пъти по-висока от резултата, прогнозиран от климатичните модели от сегашното поколение и предполага, че значително (16 до 24%) ускоряване на глобалния воден цикъл ще се случи в бъдещ свят с 2° до 3° по-високи средни глобални температури.
Инструмент на сателита SAC-D Aquarius, изстрелян през юни 2011 г., измерва солеността на глобалната морска повърхност.
Отстъплението на ледниците също е пример за променящ се воден цикъл, при който снабдяването с вода на ледниците от валежите не може да навакса загубата на вода от топенето и сублимацията. Отстъплението на ледниците от 1850 г. е обширно.
Човешките дейности, които променят водния цикъл, включват:
- селско стопанство
- индустрия
- промяна на химичния състав на атмосферата
- изграждане на язовири
- обезлесяване и залесяване
- отстраняване на подземни води чрез кладенци
- водовземане от реки
- урбанизация – за да се противодейства на нейното въздействие, може да се практикува градски дизайн, чувствителен към водата

### Продължителност на престоя на водата
| Резервоар               | Средно            |
| ----------------------- | ----------------- |
| Антарктида              | 20 000 години     |
| Океани                  | 3200 години       |
| Ледници                 | 20 до 100 години  |
| Сезонна снежна покривка | 2 до 6 месеца     |
| Влажност на почвата     | 1 до 2 месеца     |
| Подземни води: плитки   | 100 до 200 години |
| Подземни води: дълбоки  | 10 000 години     |
| Езера                   | 50 до 100 години  |
| Реки                    | 2 до 6 месеца     |
| Атмосфера               | 9 дена            |

Времето на престой на водата на дадено място в рамките на хидрологичния цикъл е средното време, което една водна молекула ще прекара в този резервоар (примери в съседната таблица). Това е мярка за средната възраст на водата в този резервоар.
Подземните води могат да останат под земната повърхност над 10 000 години. По-старите подземни води се наричат „изкопаеми води“ (на английски: fossil water). Водата в почвата остава там сравнително кратко, тъй като е разпръсната тънко около земното кълбо и лесно се губи чрез изпаряване, транспирация, потоци или презареждане на подземните води[ неясно? ]. След изпаряване, водата пребивава в атмосферата около 9 дни преди да се кондензира и да падне на Земята като валежи.
Големите ледени покривки – Антарктида и Гренландия – съхраняват лед за много дълги периоди. Надеждни измервания сочат, че старите ледове в Антарктида са на възраст 800 000 години, въпреки че средното време на пребиваване е по-кратко.
В хидрологията продължителността на престоя може да се изчисли по два начина.
1. По-разпространеният метод разчита на принципа на запазване на масата (воден баланс) и предполага, че количеството вода в даден резервоар е приблизително постоянно. При този метод продължителността на престой се изчислява чрез разделяне на обема на резервоара на скоростта, с която водата влиза или излиза от резервоара. Концептуално, това е еквивалентно на времето, за колко резервоарът ни се напълнил, започвайки празен, ако не губи вода (или колко време би отнело на резервоара да се изпразни, ако не влиза вода)
2. Алтернативен метод, който набира популярност, е използването на изотопни техники. Това се разглежда по-подробно в изотопната хидрология